# OFK Belgrad
OFK Belgrad (sârbă : ОФК Београд) este un club de fotbal din Belgrad, Serbia. În acest moment este cel mai vechi club de fotbal care evoluează în Superliga Sârbă. Echipa susține meciurile de acasă pe Stadionul Omladinski cu o capacitate de 20.000 de locuri.

## Palmares

### Intern
Campionate Naționale – 5
- Prima Ligă Iugoslavă:

-  Câștigători (5): 1930–31, 1932–33, 1934–35, 1935–36, 1938–39
-  Locul doi (6): 1927, 1929, 1937–38, 1939–40, 1954–55, 1963–64

Cupe Naționale – 5
- Cupa Iugoslaviei:

- Câștigători (5): 1934, 1952–53, 1954–55, 1961–62, 1965–66

- Cupa Serbiei și Muntenegrului:

-  Locul doi (1): 2005-06

### Internațional
- Cupa Cupelor UEFA:

-  Semifinalistă (1): 1962–63

- Cupa UEFA:

-  Sfertfinalistă (1): 1972–73

- Cupa Orașelor Târguri:

-  Semifinalistă (1): 1958–60
-  Sfertfinalistă (1): 1960–61

### Altele
- Campionatul Serbiei:

- Câștigători (2): 1919–20, 1920–21

- Liga Serbiei (la nivel de top între 1940 și 1944)

- Câștigători (3): 1940–41, 1942–43, 1943–44
- Locul doi (1): 1941–42

## Jucători importanți
| 1911–1945 : Iugoslavia - Predrag Antić - Milorad Arsenijević - Radivoj Božić - Vojin Božović - Branislav Dimitrijević - Milorad Dragićević - Prvoslav Dragičević - Ernest Dubac - Ljubiša Đorđević - Franjo Glazer - Svetislav Glišović - Ivan Jazbinšek - Miodrag Jovanović - Bruno Knežević - Gustav Lechner - Petar Manola - Blagoje Marjanović - Nikola Marjanović - Frane Matošić - Milorad Mitrović - Srđan Mrkušić - Joška Nikolić - Milorad Nikolić - Vlastimir Petković - Jan Podhradski - Đorđe Popović - Anton Puhar - Predrag Radovanović - Janko Rodin - Kuzman Sotirović - Ivan Stevović - Đorđe Stoiljković - Slavko Šurdonja - Aleksandar Tirnanić - Dragomir Tošić - Svetislav Valjarević - Dragoslav Virić - Đorđe Vujadinović - Dobrivoje Zečević Franța - Yvan Beck Italia - Otmar Gazzari Romania - Rudolf Wetzer | 1945–prezent : SFR Iugoslavia (1945–1992) FR Iugoslavia, Serbia si Muntenegru (1992–2006) Serbia (2006–present) - Sava Antić - Stefan Babović - Miloš Bajalica - Branko Baković - Sreten Banović - Slobodan Batričević - Petar Borota - Dušan Cvetković - Saša Ćurčić - Srđan Čebinac - Sreten Davidović - Zoran Dakić - Nebojša Đorđević - Nikša Đujić - Momčilo Gavrić - Dragan Gugleta - Radiša Ilić - Branislav Ivanović - Milan Ivanović - Nenad Jestrović - Stanoje Jocić - Đorđe Jokić - Živko Josić - Tomislav Kaloperović - Aleksandar Kolarov - Ognjen Koroman - Miloš Kostić - Slobodan Krčmarević - Blagomir Krivokuća - Srboljub Krivokuća - Stevica Kuzmanovski - Zoran Lončar - Dušan Lukić - Dragoljub Marić - Predrag Marković - Slobodan Mešanović - Božidar Milenković - Stojan Milošev - Miroslav Milovanović - Miloš Milutinović - Krsto Mitrović - Miljan Mrdaković | - Mitar Mrkela - Milorad Peković - Dušan Petković - Ilija Petković - Gordan Petrić - Mihajlo Pjanović - Petar Radenković - Spasoje Samardžić - Slobodan Santrač - Đorđe Serpak - Josip Skoblar - Vladeta Starčević - Dragoslav Stepanović - Miodrag Stevanović - Dane Stojanović - Dragoslav Šekularac - Vasilije Šijaković - Lazar Tasić - Duško Tošić - Bogdan Turudija - Nemanja Vučićević - Stojan Vukašinović - Ninoslav Zec Bosnia și Herțegovina - Aleksandar Bratić - Nikola Damjanac - Marko Filipović - Đorđe Kamber Brazilia - Leandro Netto - William Letonia - Oļegs Karavajevs FYR Macedonia - Filip Despotovski - Boban Grnčarov - Hristijan Kirovski - Bojan Markovski - Marko Baša - Vladimir Božović - Miodrag Džudović - Mitar Novaković |

### Jucători internaționali importanți
- Milorad Arsenijevic
- Blagoje Marjanovic
- Dragoslav Mihajlovic
- Dragutin Najdanovic
- Milan Stojanovic
- Aleksandar Tirnanić
- Dragomir Tosic
- Dorde Vujdanovic
- Vasilije Sijakovic
- Josip Skoblar
- Srboljub Krivokuca
- Dušan Petković

## Antrenori importanți
| - Dejan Đurđević (June 2009–present) - Simo Krunić (April 2009 - June 2009) - Mihajlo Ivanović (21 aprilie 2008 - 14 aprilie 2009) - Ljupko Petrović (12 martie 2008 - 21 aprilie 2008) - Branislav Vukašinović (2 aprilie 2007 - 8 martie 2008) - Ratko Dostanić (26 decembrie 2006 - 1 aprilie 2007) - Slobodan Krčmarević (23 octombrie 2005 - 24 decembrie 2006) - Branko Babić (15 iunie 2004 - 16 octombrie 2005) - Dragoljub Bekvalac (5 aprilie 2004 - 15 mai 2004) - Stevica Kuzmanovski (29 iulie 2003 - 4 aprilie 2004) - Dragoljub Bekvalac - Zvonko Varga - Miodrag Ješić (1998–1999) - Božidar Milenković (1996–1997) - Blagomir Krivokuća - Nikola Beogradac (1976 - 197X) - Milutin Šoškić (1972 - 197X) | - Boris Marović (1971–1972) - Božidar Drenovac (19XX - 1971) - Gojko Zec (1969–1970) - Ž. Mihajlović (1967–1969) - Miloš Milutinović (196X - 1967) - D.Milić (196X - 196X) - Sava Antić (1963 - 196X) - M Kos (1963) - Milovan Ćirić (1961–1963) - Đorđe Vujadinović (1960–1961) - Vojin Božović (1959–1960) - Vojin Božović (1956–1958) - Blagoje Marjanović (1953–1956) - Milovan Ćirić (1951–1953) - Ljubiša Broćić (1947–1950) - Boško Ralić (1946–1947) - Antal Nemes (1930–1939) |